# Juan José Asenjo
Juan José Asenjo Pelegrina (Sigüenza, Guadalajara, España; 15 de octubre de 1945) es un teólogo católico español, obispo auxiliar de Toledo (1997-2003), obispo de Córdoba (2003-2009) y arzobispo de Sevilla (2009-2021). Desde el 17 de abril de 2021, es arzobispo emérito de la Archidiócesis de Sevilla.

## Biografía
Nació en Sigüenza (Guadalajara) el 15 de octubre de 1945.

### Sacerdote
Realizó los estudios eclesiásticos en el Seminario Diocesano de Sigüenza y fue ordenado sacerdote el día 21 de septiembre de 1969. En el año 1971 obtuvo la Licenciatura en Teología en la Facultad de Teología del Norte de España, con sede en Burgos.
Desde el año 1977 hasta 1979 realizó los cursos de doctorado en Teología en la Pontificia Universidad Gregoriana de Roma y las diplomaturas en Archivística y Biblioteconomía en las escuelas del Archivo Secreto Vaticano y de la Biblioteca Apostólica Vaticana.
Los cargos desempeñados en la Diócesis de Sigüenza-Guadalajara fueron los siguientes: Profesor de Eclesiología e Historia de la Iglesia en el Seminario Diocesano de Sigüenza de 1971 a 1997 y vicerrector de dicho seminario desde 1974 hasta 1977. A partir de 1979 y hasta 1988 fue director de la Residencia Universitaria de Magisterio «Ntra. Sra. de la Estrella» de Sigüenza. Ha sido también miembro del Consejo Presbiteral y del Colegio de Consultores durante doce años, director del Archivo Histórico Diocesano (1979-1981), canónigo encargado del Patrimonio Artístico (1985-1997), delegado diocesano para el Patrimonio Cultural (1985-1993) y vicerrector del Santuario de la Virgen de la Salud de Barbatona (1994-1997).
En 1993 fue nombrado vicesecretario para Asuntos Generales de la Conferencia Episcopal Española, cargo que desarrolló hasta el año 1997.

### Obispo y arzobispo
Fue nombrado obispo titular de Iziriana y auxiliar de Toledo el 27 de febrero de 1997 por el papa Juan Pablo II, siendo ordenado en la catedral primada el 20 de abril del mismo año. Un año después, en 1998 es elegido secretario general de la Conferencia Episcopal Española, cargo que desempeñó hasta 2003. Entre los mismos años fue copresidente de la Comisión Mixta Ministerio de Educación y Cultura-Conferencia Episcopal para el seguimiento del Plan Nacional de Catedrales.
El 28 de julio de 2003 fue nombrado obispo de Córdoba, de la que tomó posesión el 27 de septiembre. Coordinador nacional de la V Visita Apostólica del Santo Padre Juan Pablo II a España (días 3 y 4 de mayo de 2003). El día 11 de julio de 2003, a propuesta del Consejo de Ministros, S. M. el Rey Juan Carlos I le concede la gran cruz de la Orden de Isabel la Católica por su colaboración en la preparación de esta visita apostólica (Real Decreto en el B.O.E. del 12 de julio de 2003).
El día 13 de noviembre de 2008 se hace pública su designación por parte de Benedicto XVI como arzobispo coadjutor de la Archidiócesis de Sevilla, cargo que comenzó a desempeñar el día 17 de enero de 2009 con su toma de posesión en la Catedral de Sevilla. Desde entonces y hasta la elección del nuevo obispo de Córdoba fue administrador apostólico de la diócesis. El día 8 de octubre de 2009, el papa Benedicto XVI le nombra miembro de la Pontifica Comisión para América Latina. El día 5 de noviembre de 2009 el papa Benedicto XVI acepta la renuncia presentada por el cardenal Carlos Amigo Vallejo como Arzobispo de Sevilla por motivos de edad, con lo cual le sucede en el cargo. El 18 de septiembre de 2010 se celebró la ceremonia de beatificación de María de la Purísima que tuvo lugar en el Estadio de la Cartuja de Sevilla, en la que participó de forma extraordinaria Nuestra Señora de la Esperanza Macarena.
El 22 de febrero de 2011, en un acto celebrado en Sevilla, ingresó en la Orden de Malta con el rango de Capellán Gran Cruz Conventual ad honorem.
El 15 de enero de 2014 fue confirmado como miembro de la Pontificia Comisión para América Latina.
El 24 de enero de 2023 recibió el título de académico de honor de la Real Academia de Bellas Artes Santa Isabel de Hungría. 

#### Relación con la Conferencia Episcopal Española
Los cargos desempeñados en la Conferencia Episcopal Española han sido los siguientes: Miembro de la Comisión Episcopal para el Patrimonio Cultural (1997-1998). El 9 de marzo de 2005 fue elegido presidente de la Comisión Episcopal para el Patrimonio Cultural de la Conferencia Episcopal Española. El 25 de noviembre de 2009 es elegido miembro del Comité Ejecutivo y el 1 de marzo de 2011 reelegido. Forma parte de la Comisión Permanente.
Por delegación de los obispos del Sur fue el obispo responsable de la Pastoral de la Salud en Andalucía. Actualmente en este órgano es delegado para las relaciones con la Unión de Religiosos Provinciales de Andalucía, junto con el arzobispo de Granada, monseñor Francisco Javier Martínez Fernández.
Debido a sus problemas de salud relacionados con la pérdida de visión, presentó su renuncia al cargo el 15 de octubre de 2020, al cumplir los 75 años. Fue sucedido por Monseñor José Ángel Saiz Meneses, obispo de Tarrasa.